# Srpen 2024
Toto je archivovaný článek z portálu Aktuality.
1. srpna – čtvrtek
 V Turecku proběhla největší výměna vězňů mezi Ruskem, USA a dalšími zeměmi od dob studené války. Bylo při ní propuštěno 26 lidí, mj. ruští političtí vězni Vladimir Kara-Murza nebo Ilja Jašin. 
 Izraelské obranné síly potvrdily smrt Muhammada Dajfa, velitele vojenského křídla palestinské skupiny Hamás, při náletu 13. července 2024 na jihu Pásma Gazy. 
 Chálid Šajch Muhammad a další dva obvinění, věznění na americké základně Guantánamo na Kubě, se doznali k organizování útoků z 11. září 2001. Prokurátor tak nebude požadovat trest smrti. 
2. srpna – pátek
 Čeští olympijští tenisté Kateřina Siniaková a Tomáš Macháč vyhráli zlatou medaili ve smíšené čtyřhře. 
 Čeští šermíři Jiří Beran, Jakub Jurka, Martin Rubeš a Michal Čupr získali bronzovou medaili v soutěži družstev kordistů na olympijských hrách v Paříži. 
4. srpna – neděle
 Při největších masových nepokojích ve Spojeném království od roku 2011 policie za víkend zadržela přes 150 lidí. Protesty byly vyvolány pondělním útokem v Southportu, při němž byly zabity tři děti. 
 Při protivládních demonstracích v Bangladéši zemřelo nejméně 23 lidí. 
5. srpna – pondělí
 Úřad OSN pro palestinské uprchlíky (UNRWA) potvrdil propuštění devíti zaměstnanců pravděpodobně zapojených do útoku na Izrael ze 7. října 2023. 
 Bangladéšská premiérka Šajch Hasína Vadžídová odstoupila ze své funkce poté, co desítky tisíc lidí požadovaly její rezignaci. Odletěla do Indie a do jejího sídla vnikly tisíce demonstrantů. 
 Americké stíhačky F-16, které ukrajinskému letectvu dodalo patrně Nizozemsko, poprvé přelétly nad Ukrajinou. 
 Město Liberec koupilo zámek v centru města za 81 milionů korun. 
6. srpna – úterý
 Ozbrojené síly Ukrajiny zaútočily na ruské pozice v Kurské oblasti a obsadily několik příhraničních sídel. 
 Demokratická kandidátka Kamala Harrisová v nadcházejících prezidentských volbách představila kandidáta na funkci viceprezidenta, guvernéra státu Minnesota, Tima Walze. 
 Při zásahu kvůli podezření na manipulaci zadávání veřejných zakázek policie zadržela přes deset lidí, včetně chomutovského primátora Marka Hrabáče z hnutí ANO. 
7. srpna – středa
 Rakouská policie zatkla dva muže napojené na Islámský stát za údajné plánování teroristického útoku na nadcházejících koncertech zpěvačky Taylor Swift ve Vídni. V reakci na to byly koncerty na všechny tři dny následně zrušeny. 
 Slovenský ministr spravedlnosti Boris Susko rozhodl o propuštění z vězení bývalého šéfa zrušeného elitního útvaru slovenské prokuratury Dušana Kováčika před odpykáním osmiletého trestu za korupci a vynášení důvěrných informací. 
8. srpna – čtvrtek
 Západní Japonsko zasáhlo zemětřesení o síle asi 7,1 stupně, při kterém bylo na ostrově Kjúšú zraněno několik lidí. Silné otřesy narušily dopravu v prefektuře Mijazaki, kde bylo zrušeno několik místních letů a dočasně přerušen provoz rychlovlaků šinkansen. 
9. srpna – pátek
 Kanoista Martin Fuksa získal zlatou medaili v olympijském závodě na 1000 metrů. 
 V brazilském státě São Paulo po pádu letadla ATR 72 zemřelo 62 lidí. 
 Nejméně 10 lidí zahynulo a 35 bylo zraněno při ruském raketovém útoku na supermarket ve městě Kosťantynivka. 
10. srpna – sobota
 Na olympijských hrách v Paříži si v hodu oštěpem dohodila Nikola Ogrodníková na bronzovou medaili. 
 Kajakář Josef Dostál si dojel na olympijských hrách v Paříži na kilometrové trati pro zlatou medaili. 
 V centru Bělehradu protestovaly kvůli ekologickým dopadům desítky tisíc lidí proti těžbě lithia firmou Rio Tinto na západě země. 
11. srpna – neděle
 V Paříži proběhl závěrečný ceremoniál, který oficiálně ukončil Letní olympijské hry 2024 a předal pomyslnou štafetu do Los Angeles. Česká výprava si odvezla 3 zlaté a 2 bronzové medaile. 
14. srpna – středa
 Německá prokuratura vydala evropský zatykač na ukrajinského potápěče, který žil v Polsku a je podezřelý z účasti na instalaci výbušnin na plynovody Nord Stream 1 a 2 v září 2022. Vyšetřování zahrnuje i další dva Ukrajince. 
 Čeští hasiči se 40 vozidly odjeli pomáhat s hašením několikadenního požáru v okolí řeckých Athén. 
16. srpna – pátek
 Petongtán Šinavatrová byla jmenována novou thajskou premiérkou. 
 Ukrajinská armáda raketou zničila most u města Gluškovo, 11 km od ukrajinsko-ruské hranice. 
 Tisíce lidí v několika indických městech požadovaly větší bezpečnost pro ženy v nemocnicích, což bylo vyvoláno nedávným znásilněním a vraždou mladé lékařky ve státní nemocnici v Kalkatě. 
 Novozélandský ministr spravedlnosti rozhodl vydat Kima Dotcoma, zakladatele Megauploadu, do USA k trestnímu stíhání. 
18. srpna – neděle
 Ve věku 88 let zemřel francouzský herec Alain Delon. 
 Na Kamčatce došlo k erupci sopky Šiveluč, která vyvrhla popel do výšky devíti kilometrů. Současně oblast zasáhlo zemětřesení o síle 7,2 stupně. 
22. srpna – čtvrtek
 V botswanském dole byl nalezen diamant o váze 2 492 karátů, co do hmotnosti patrně druhý největší diamant dosud nalezený. 
23. srpna – pátek
 Indický premiér Naréndra Módí se v Kyjevě setkal s ukrajinským prezidentem Volodymyrem Zelenským. 
 Islámští teroristé zajali v trestnici v Surovikinu ve Volgogradské oblasti čtyři rukojmí. 
24. srpna – sobota
 Na pařížském letišti Le Bourget byl zatčen francouzsko-ruský podnikatel Pavel Durov, tvůrce komunikační platformy Telegram. Zatykač na něj francouzské úřady již dříve vydaly pro absenci moderace obsahu na Telegramu. 
 Ve věku 76 let tragicky zemřel herec a umělecký šéf Divadla Bez zábradlí Karel Heřmánek. 
26. srpna – pondělí
 Proběhl masivní útok ruských raket a šáhidů na ukrajinský energetický sektor včetně Kyjevské vodní elektrárny. 
27. srpna – úterý
 Izraelské obranné síly osvobodily z tunelu v Pásmu Gazy Kajida Farhána Kádího, beduínského rukojmího zadržovaného od 7. října 2023. 
28. srpna – středa
 Ve francouzské Paříži byly slavnostně zahájeny XVII. letní paralympijské hry. 
30. srpna – pátek
 Na paralympijských hrách v Paříži vyhrál David Kratochvíl v plavání zlatou medaili v závodě na 400 metrů. 
 Pyrotechnická služba Policie České republiky provedla řízené odpálení letecké pumy v areálu chemického závodu Orlen Unipetrol RPA v Záluží u Litvínova. 
31. srpna – sobota
 Na paralympijských hrách v Paříži získalo Česko v lukostřelbě dvě medaile, a to když Šárka Pultar Musilová dostřelila na stříbrnou medaili a Tereza Brantlová na bronzovou medaili. 
 Vyšlo poslední tištěné vydání Lidových novin. 
 Brazilský nejvyšší soud nařídil vypnutí sociální sítě X (dříve Twitter) poté, co firma nedokázala jmenovat svého zákonného zástupce v zemi. 